# Aldo Torti
Aldo Torti foi um judoca, jornalista e político italiano, que foi presidente da União Europeia de Judô e da Federação Internacional de Judô.

## Carreira
Em 1949, Torti foi eleito presidente da União Européia de Judô, mas teve de deixar o cargo em 1951, quando foi eleito o primeiro presidente da Federação Internacional de Judô.
Torti foi presidente da FIJ apenas um ano, pois em 1952, deixou o cargo para Risei Kano (filho de Jigoro Kano, o criador do judô).